# Lilly (album)
Lilly è il quarto album di Antonello Venditti, pubblicato nel 1975 dall'etichetta discografica RCA Italiana.

## Descrizione
Autore dei testi e delle musiche Venditti ha anche curato gli arrangiamenti delle canzoni L'amore non ha padroni, Attila e la stella e Penna a sfera; gli altri brani sono arrangiati da Nicola Samale e Giuseppe Mazzucca, due direttori d'orchestra formatisi nel campo nella musica classica, con alcune esperienze nel pop (nello stesso periodo Samale collabora con Claudio Lolli suonando nell'album Canzoni di rabbia); come il precedente, il disco è prodotto dalla Delta Italiana, casa di produzione di proprietà di Paolo Dossena.
Anche in quest'album suonano i componenti del gruppo The Cyan più altri musicisti come il chitarrista palermitano Saro Liotta; inoltre risulta da alcune testimonianze rilasciate dagli stessi musicisti che abbia partecipato all'incisione il gruppo degli Stradaperta, non accreditato in copertina, forse a causa di alcuni dissidi con il produttore.
Il disco è stato registrato negli studi della RCA Italiana di Roma, e il tecnico del suono è Enzo Martella; la prima edizione è stata stampata con la copertina lucida, mentre nelle edizioni successive il cartoncino è ruvido. Negli anni novanta è stato pubblicato in cd dalla RCA e successivamente ristampato (1999) con etichetta Heinz.
L'album prosegue la strada intrapresa in Quando verrà Natale e supera le vendite del disco precedente, al punto che Venditti raggiunge il primo posto delle classifiche, sia negli album che nei 45 giri, con la title track Lilly: indicato da pubblico e critica come l'album più completo tra quelli della prima fase, passando dal dialetto in Santa Brigida (orchestrata da Mazzucca e Samale), alla ballata acustica Attila e la stella (che narra dell'avanzata degli Unni, arrestata da papa Leone Magno, in cui vi è un verso in latino, "flagellum Dei", cioè "flagello di Dio", che era il soprannome dato al re degli Unni), all'ironia di Penna a sfera (rivolta al giornalista di Ciao 2001 Enzo Caffarelli, che lo aveva attaccato dalle pagine del suo giornale), a una canzone sui suoi ricordi di liceo, Compagno di scuola, che però subisce una censura: infatti la RCA si rifiuta di pubblicare il disco con il verso "quella ragazza che l'ha data a tutti meno che a te", modificato poi in "filava tutti meno che te" (ed è anche a causa di questi episodi che il rapporto con la RCA si deteriora).
Completano il disco, tra le altre, Lo stambecco ferito, una storia che Venditti usa simbolicamente per trattare il tema della violenza politica, e L'amore non ha padroni, brano dedicato a Simona Izzo, che Venditti sposava proprio nel 1975: e il cane citato nella canzone ("...e ti sei comprata un cane...") è lo stesso che, 7 anni dopo, Venditti citerà in Dimmelo tu cos'è ("Il nostro cane non mi riconosce più...").
La canzone che dà il titolo al disco, Lilly, è una ballata struggente dedicata a una ragazza vittima della tossicodipendenza, e rimane uno dei successi più significativi di Venditti, riconoscibile per l'iterazione ossessiva del nome, dall'angolazione dell'uomo che la ricorda con nostalgia. Lilly è una ragazza realmente conosciuta da Venditti, di nome Patrizia.

## Tracce
Testi e musiche di Antonello Venditti.
Lato A
1. Lilly – 6:11
2. L'amore non ha padroni – 6:20
3. Santa Brigida – 3:54
4. Attila e la stella – 4:01

Lato B
1. Compagno di scuola – 6:03
2. Lo stambecco ferito – 9:43
3. Penna a sfera – 4:51

## Formazione
- Antonello Venditti – voce e pianoforte
- Saro Liotta – chitarra
- Olimpio Petrossi – chitarra e basso,
- Luciano Ciccaglioni – chitarra (in Lilly e Penna a sfera)
- Enrico Ciacci – chitarra a 12 corde (in Lilly)
- Nicola Samale – flauto

e con The Cyan:
- Franco Di Stefano – batteria e percussioni
- Alberto Visentin – tastiere
- George Sims – chitarra
- Roger Smith - Basso

## Classifiche

### Classifiche settimanali
| Classifica (1975-1976) | Posizione massima |
| ---------------------- | ----------------- |
| Italia                 | 1                 |

### Classifiche di fine anno
| Classifica (1976) | Posizione |
| ----------------- | --------- |
| Italia            | 11        |